# Пуналуальная семья
Пуналуальная семья (гав. punalua, близкий товарищ) — поздняя форма группового брака, отмеченная в XIX веке у гавайцев, исключающая половую связь между единоутробными братьями и сёстрами, а также братьями и сёстрами более дальних степеней родства. Льюис Морган ошибочно считал всеобщей формой развития семьи в первобытную эпоху, следующей за кровнородственной семьей. В 1891 году в 4-м издании «Происхождения семьи, частной собственности и государства» Фридрих Энгельс отметил, что Морган неправомерно приписывал ей всеобщее распространение. Это предположение Энгельса было подтверждено дальнейшими исследованиями.
По гавайскому обычаю известное число сестёр, единоутробных или более дальних степеней родства (двоюродных, троюродных и т. д.), было общими женами своих общих мужей, из числа которых, однако, исключались их братья; эти мужья уже называли один другого не братом, как в кровнородственной семье, а «пуналуа», то есть близким товарищем. Равным образом ряд братьев, единоутробных или более дальних степеней родства, состоял в браке с известным числом женщин, но только не своих сестёр, и эти женщины называли друг друга пуналуа. При этом дети сестёр и братьев являются их общими детьми и все они являются друг другу братьями и сёстрами.
Тогда как у всех американских индейцев все еще дети сестёр их матери являются и её детьми, равно как дети братьев их отца так же и его детьми, и соответственно их братьями и сёстрами; но дети братьев их матери теперь являются её племянниками и племянницами, также дети сестёр их отца — его племянниками и племянницами, и все они — их двоюродные братья и сёстры. Таким образом американская система родства, в отличие от гавайской, исключает наличие общих детей у единоутробных братьев и сестёр.